# 保罗-菲利普·考夫曼
保罗-菲利普·考夫曼（德語：Paul-Philipp Kaufmann，1996年6月21日—），德国男子曲棍球运动员。他曾代表德国国家队参加2020年夏季奥林匹克运动会男子曲棍球比赛，结果获得第四名。